# Чуков, Владимир (политолог)
Владимир Чуков (болг. Владимир Чуков; род. 22 апреля 1960 года, Афины, Греция) — болгарский арабист, преподаватель университета и исследователь в области ислама и политики на Ближнем Востоке. Автор нескольких книг и научных исследований в этой области.

## Биография
Изучал французский язык в колледже в Тунисе, а затем окончил французскую среднюю школу в Софии. Окончил факультет общественных наук Дамасского университета.
Докторская диссертация на тему «Политическая партия в арабском мире за последние два десятилетия (1970—1990)». В 1998 году стал доцентом, в 2005 году — доктор экономических наук, в 2007 году — профессором.
Преподавал в ряде болгарских университетов: Варненский свободный университет, Софийский университет Святого Климента Охридского, Новый болгарский университет и др.
В 1995—1998 годах являлся редактором журнала «Международные отношения».
В 1999 году создал НПО «Болгарский центр Ближнего Востока», в 2002 году — «Центр региональных и конфессиональных исследований». С 2005 года учёный секретарь Научного Совета по международным отношениям в ВАК, а с 2006 — член социальных наук ВАК. Он является членом редколлегий «Геополитика» и «Философский форум».
С 2008 года ведёт информационно-аналитический сайт по проблемам на Ближнем и Среднем Востоке «Orient.bg».
Является членом ряда международных научных организаций, в том числе Европейской ассоциации по изучению Ближнего Востока, Центрального Евразийского общества исследований и других.
Некоторые его работы изданы в России, США, Великобритании, Франции, Италии, Германии, Турции, Румынии и других странах.